# 1921 dans les parcs de loisirs
| Années des parcs de loisirs : 1918 - 1919 - 1920 - 1921 - 1922 - 1923 - 1924    |
| Décennies des parcs de loisirs : 1890 - 1900 - 1910 - 1920 - 1930 - 1940 - 1950 |

## Parcs d'attractions

### Ouverture
- Electric Park à Tulsa ( États-Unis)
- Flint Park (en) ( États-Unis)
- Wicksteed Park (en) ( Royaume-Uni)

## Attractions

### Montagnes russes
| Nom            | Type/Modèle | Constructeur                    | Parc                        | Pays       |
| -------------- | ----------- | ------------------------------- | --------------------------- | ---------- |
| Coaster Dips   | Bois        | National Amusement Devices (en) | Glen Echo Park (en)         | États-Unis |
| Comet          | Bois        | Harry C. Baker (en)             | Schenck Bros. Palisade Park | États-Unis |
| Pippin         | Bois        | Harry C. Baker (en)             | Riverview Park              | États-Unis |
| Roller Coaster | Bois        | Philadelphia Toboggan Company   | Lagoon                      | États-Unis |
| Sky Rocket     | Bois        |                                 | Coney Island                | États-Unis |

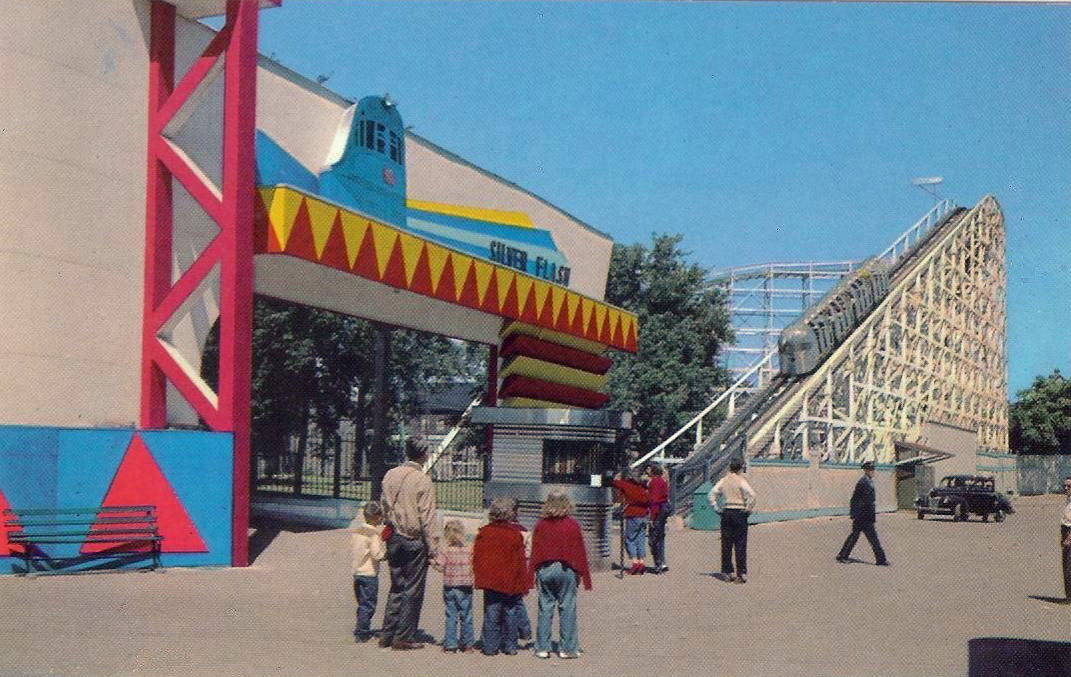
Pippin (également appelé Silver Flash) à Riverview Park
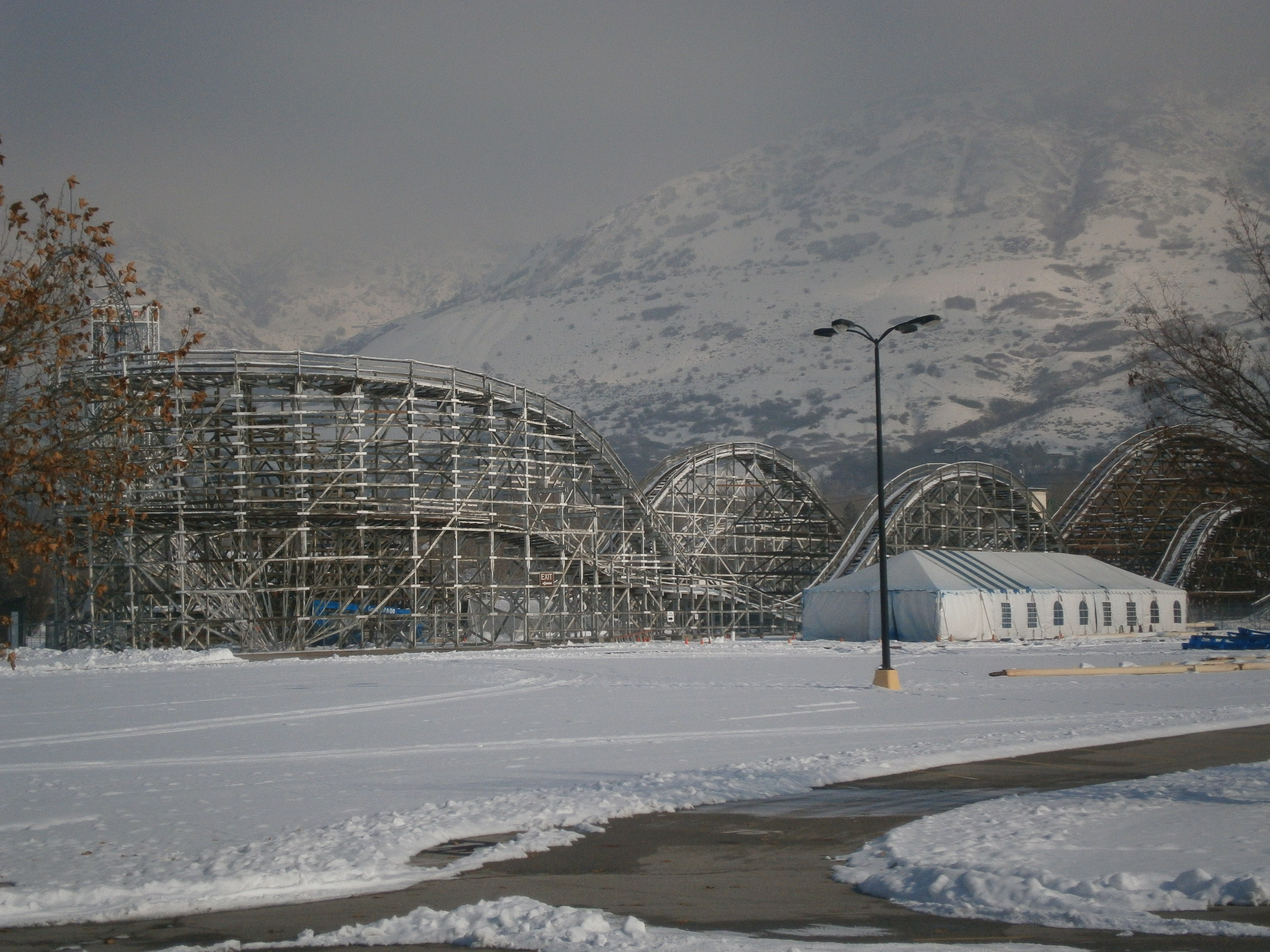
Roller Coaster à Lagoon

### Autres attractions
| Nom              | Type/Modèle | Constructeur             | Parc                 | Pays       |
| ---------------- | ----------- | ------------------------ | -------------------- | ---------- |
| Antique Carousel | Carrousel   | Dentzel Carousel Company | Exposition Park      | États-Unis |
| Dentzel Carousel | Carrousel   | Dentzel Carousel Company | Zoo de San Francisco | États-Unis |
| Dentzel Carousel | Carrousel   | Dentzel Carousel Company | Glen Echo Park (en)  | États-Unis |

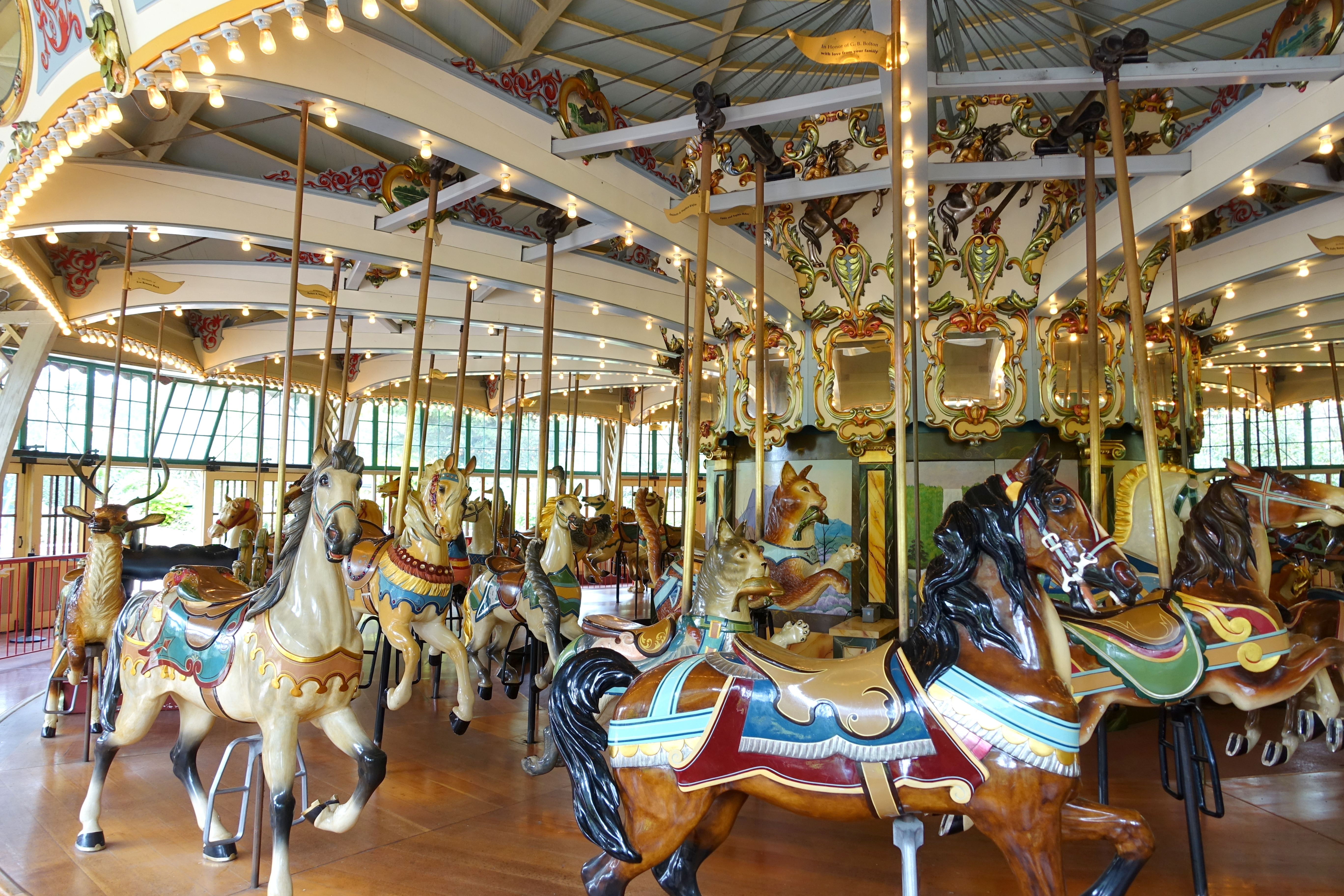
Dentzel Carousel au zoo de San Francisco